# 奧布希夫 (穆羅瓦尼庫里利夫齊區)
48°47′51″N 27°45′40″E / 48.79750°N 27.76111°E
奧布希夫（烏克蘭語：Обухів），是烏克蘭的村落，位於該國西南部文尼察州，由莫希利夫-波季利斯基區負責管轄，始建於1855年，面積2.26平方公里，海拔高度287米，2001年人口725，人口密度每平方公里320.23人。